# Међу нама
Међу нама је српска ток-шоу телевизијска емисија чије су ауторке и водитељке на почетку биле Маја Николић и Наташа Миљковић.  Емисија је забавно-информативног карактера па гледаоци имају прилике да се информишу о свим актуелним дешавањима кроз прилоге новинара као и кроз репортерска укључења. Поред тога, емисија бави се  друштвеним феноменима и актуелним темама и састављена је од два дела.  
У првом делу емисије сваког дана гостује неки аналитичар који коментарише дневне актуелне и политичке теме, док у другом делу водитељка са својим гостима разговара о Теми дана, а пред самог краја емисије у студију гостују и познате јавне личности.
Приказује се сваког радног дана од 30. септембра 2019. године на каналима Нова ТВ и Нова. Емисија се емитује од 17 часова на Новој С, док се на Новој М емисија емитује у 18 сати и 30 минута.
Од 16. априла 2020. Наташу Миљковић замењује Рада Ђурић, јер Наташа прелази на телевизију Н1 (такође чланицу Јунајтед медије). У фебруару 2021. Ђурић напушта ову емисију и почиње снимање Да сам ја неко, такође на Новој.
Од 13. фебруара 2021. емисију петком води Данило Машојевић.
Од априла 2021. водитељ ове емисије је и Филип Видојевић.
Пошто је Нова званични емитер Европског првенства у фудбалу 2021. године, емисија Међу нама се од 11. јуна до 11. јула емитује у скраћеном облику, сат времена уместо два. Осим тога, садржај и сценографија у студију су прилагођени том такмичењу.
У летњој шеми 2021. Међу нама траје 60 минута, а водитељи су Филип Видојевић и Ђуро Свилар.
Од 6. септембра 2021. емисија се приказује у термину од 17.15 до 19.15 часова. Недуго затим, почетак је померен на 17.30 часова. Уведена је спортска рубрика петком, коју воде Филип Видојевић и Марко Новичић.
Од краја 2023. године емисију петком води Марко Новичић, а Данило Машојевић заједно са Мајом Николић води шоубиз сегмент Међу нама - Заједно.
Крајем јуна 2024. године, Данило Машојевић напушта телевизију Нова, а у августу то чини и Маја Николић. Од 16. септембра 2024. до јануара 2025.  године Рада Ђурић је била водитељка и уредница ове емисије, када је заменила Ирена Штиковац. Емисију петком води Филип Видојевић. 